# Tyska koloniseringen av Amerika
Den tyska koloniseringen av Amerika bestod av ett i stort misslyckat försök att kolonisera Venezuela under 1500-talet.
Bankirbröderna Anton och Bartholomäus V Welser i Augsburg fick 1528 rättigheter att kolonisera Venezuela av den tysk-romerske kejsaren Karl V, som också var kung av Spanien. Dessa rättigheter förhandlades av Heinrich Ehinger och Hieronymus Sailer, antingen självständigt eller under uppdrag från bröderna Welser.
En koloniseringsplan sattes upp 1529, och Ambrosius Ehinger blev guvernör över området. Senare tyska guvernörer var Nikolaus Federmann, Georg Hohermuth von Speyer och Philipp von Hutten. Allihop deltog främst i letandet efter guld. Federmann tog sig över Anderna till Bogotá, där han och Sebastián de Belalcázar initialt bestred Jiménez de Quesadas anspråk för provinsen.
Tyska gruvarbetare tillsammans med 4 000 afrikanska slavar skeppades över för att arbeta på sockerplantager. År 1541 dök olika dispyter med Spanien upp, och bankirernas kontroll över kolonin upphörde 1556. Många av de tyska kolonisatörerna avled i tropiska sjukdomar eller attacker från indianer under sina många resor djupt in i indianskt territorium i sitt sökande efter guld.

## Bakgrund

### Hansans nedgång
De stora förändringarna vid början av den nyare tiden påverkade den under medeltiden dominerande Hansan, som helt och hållet hade sina rötter i medeltiden. När denna gick till ända sopade den bort Hansans handelspolitiska övervikt. I öster och väster bröt sig rikslanden bit för bit ur det tysk-romerska riket samtidigt som grannstaterna växte i styrka. Tyska orden dukade under för polackerna, Republiken Novgorod intogs av den ryske tsaren, holländarna uppträdde fientligt mot hansan, i England och Sverige återupprättade tudormonarkerna respektive Gustav Vasa kungamakten, och danskarna öppnade Öresund för holländarna. Förgäves uppbjöd Lübeck sina yttersta krafter. Överallt måste hanseaterna böja sig för de nationella rikena, och i deras ställe trädde allt mer holländarna, till och med i Östersjön. Holländarna hade något som hanseaterna saknade: en nationell makt. Hanseaterna försökte värja sig; ända till Spanien trängde de fram för att få sin andel av den nya transatlantiska handeln. Den engelske kaptenen Francis Drake kapade 1589 i höjd med Lissabon 60 hanseatiska skepp, och den engelska drottningen Elisabet I förklarade att Hansans rättigheter hade upphört och lät stänga det hanseatiska stålkontoret i London. Det tyska riket var dessutom sönderslitet av religiösa strider i reformationens kölvatten.

### Uppsving för de sydtyska handelshusen

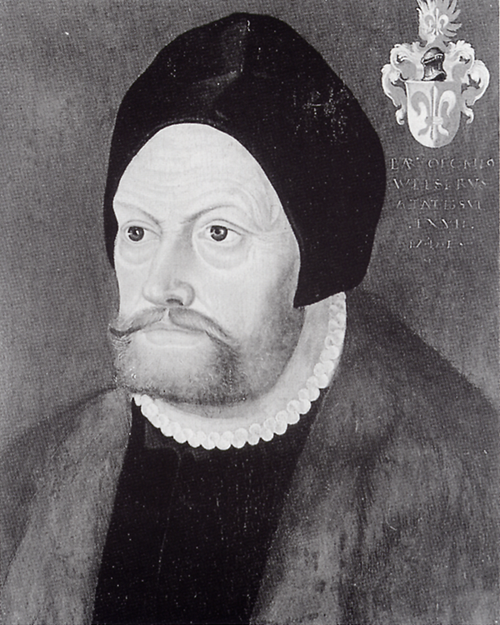
Bartholomäus V. Welser

Vid samma tid som de nordtyska köpmännen förlorade sin maktställning arbetade sig ett antal sydtyska riksstäder mäktigt uppåt, främst bland dem Augsburg och Nürnberg. Omsättningen av varor och pengar följdes åt. Släkterna Fugger och Welser blev världsfirmor, till vilka andra anslöt sig. Augsburg hade särskilt nära förbindelser med Venedig, varifrån det köpte de dyrbara kryddor för att frakta dem över Alperna in i Tyskland och ännu längre bort. Uppmärksamt följde handelsherrarna växlingarna i världshandeln och sökte anpassa sig efter denna. De hade handelskontor i Frankrike och Spanien. När den portugisiske upptäcktsresanden Pedro Álvarez Cabral 1501 efter en framgångsrik färd återvände från Indien begav sig representanter för Welser- och Fuggerkompanierna till Lissabon, slöt handelsfördrag och upprättade lagerplatser där. En ansedd tysk koloni uppstod i Lissabon, som fanns kvar under hela 1500-talet. Redan 1505 deltog Welserna i sjöfarten på Indien och hemförde peppar med en vinst på ungefär 160 %. De bidrog även till Tristão da Cunhas flottutrustning 1506 och utsträckte sitt intresse till La Palma, en av Kanarieöarna, samt Madeira.
Fuggernas och Welsernas förbindelser med Spanien blev ännu intimare sedan de blivit den tysk-romerske kejsaren och spanske kungen Karl V:s förpaktare och bankirer. Således deltog de båda i de spanska expeditionerna till Indien, och när dessa slog fel utverkade Welserna, i förening med huset Ehinger, ett handelsprivilegium åt sig år 1525, upprättade lagerplats i Sevilla och inom kort även på Santo Domingo. Welserska fartyg korsade Atlanten och nådde ända till Río de la Plata. Vid sidan av detta ägnade de sig i Nya världen åt sockerrörsplantage, guldvaskeri, koppar- och silverbrytning.

## Koloniseringen av Venezuela

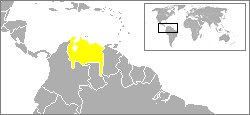
Klein-Venedigs läge

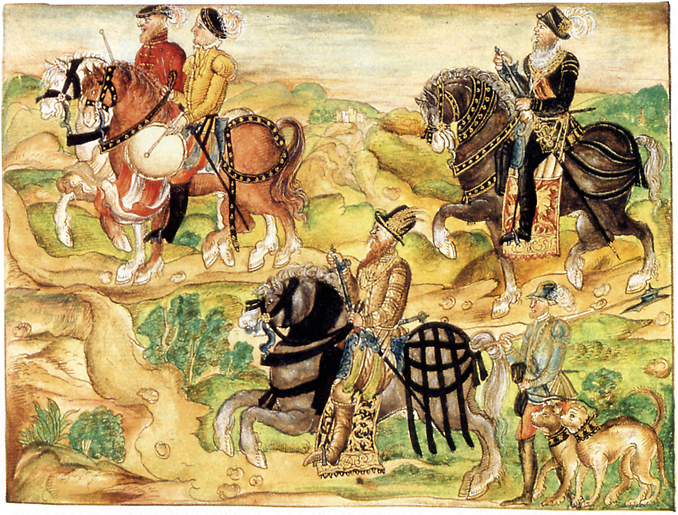
Hohermuth och von Hutten mönstrar den welserska hären, målning från 1537

Handelshusets transoceaniska expeditioner fick från 1528 ett mäktigt uppsving. Det fick rätt att införa slavar, och rätt till Venezuela ända ut till Stilla havet. Genom sådana fördrag sökte den spanska staten utvidga sitt kolonialområde, medan handelshuset däri såg ett affärsföretag. Landet förblev den spanska kronans område; denna överlät sin överhöghet i viss mån endast som län, till en början åt huset Ehinger. Huset fick rätt att tillsätta och avsätta ämbetsmän, hade hela ledningen av kolonisationen, förvaltningen och exploateringen och dessutom rätt att tillägna sig vidsträckta områden. Förutom kompaniets personal fanns det bara fyra kungliga ämbetsmän på plats, som skulle ta vara på kronans intressen.
Som den första ståthållaren avgick Ambrosius Ehinger från Sevilla 7 oktober 1528 tillsammans med spanjoren Garcia de Lerma och 281 beväpnade nybyggare. Vid Santo Domingo lämnade de Lerma med sina 50 följeslagare Ehinger för att utföra sina order i Santa Marta. Ehinger och resten av gruppen fortsatte till den venezuelanska kusten och nådde 24 februari 1529 Coro (Neu-Augsburg), som gjordes till säte för regeringen. Kolonin döptes till Klein-Venedig (Lilla Venedig). Ehinger såg landets fortsatta utforskande som sin huvuduppgift, färdades västerut, upptäckte Maracaibosjön och grundlade staden Maracaibo (Neu-Nürnberg). Men resultaten svarade inte mot förväntningarna, och en mängd konflikter uppstod. Redan 1530 hade Ehingerna måst träda tillbaka och Welserna intog deras plats. De behöll dock Ambrosius Ehinger som ståthållare.

### Utforskande av inlandet
Inte heller Welserna förmådde övervinna konflikten mellan handelshusets och landsregeringens intressen. Firman ville fortast möjligt förtjäna stora rikedomar, medan regeringens intresse krävde kolonisation och planmässig odling. Affärsintresset blev förhärskande, och eftersom inga rikedomar påträffades vid kusten och dess närmaste grannskap, samtidigt som allehanda rykten gick om ett guldland i det inre av landet och Francisco Pizarros framgångar väckt en sannskyldig upptäcktsfeber, så vände sig strävandena bort från kusten och riktade sig på det okända inlandet. Redan Ambrosius Ehingers ställföreträdare, Nikolaus Federmann, företog ett tåg djupt in i landet. I hans spår följde Ambrosius själv, som påträffade guld men blev dödad av en förgiftad pil. Han efterträddes 1535 av Georg Hohermuth von Speyer, vid vars sida Federmann ställdes som generalkapten. Båda företog var sin upptäcktsfärd. Hohermuths färd varade från maj 1536 till maj 1538 och sträckte sig långt över Orinocos flodområde och in i Amazonflodens. Man kämpade under mer än två års tid med fruktansvärda vedermödor, umbäranden och faror och förlorade 240 man utan att vinna något större byte.
Bättre framgång hade Federmann, som påbörjade sin expedition under sommaren 1536. Han färdades över de istäckta Anderna och nådde Bogotás högplatå, där man stötte på muiscariket. Det verkade som om Eldorado var funnet. Men på en mer västlig väg hade den spanske conquistadoren Gonzalo Jiménez de Quesada kommit före honom och med 166 man i sitt följe erövrat den gamla kulturstaten. Ännu en spansk expedition, under ledning av Sebastián de Belalcázar, kom strax därpå till platsen från Quito. Mellan de Quesada och Federmann kom det till en häftig tvist, och båda reste till Spanien för att fullfölja sin sak. En långvarig process följde inför Indiska rådet, där Federmann riktade klagomål mot firman på grund av dess tillvägagångssätt. Klagomålen var oberättigade, men firman lyckades aldrig riktigt bli kvitt dem. Slutligen insjuknade Federmann, återkallade sina beskyllningar och dog i februari 1542.

### Kolonins nedgång
Redan i januari 1540 hade Indiska rådet avgjort tvisten angående det nyupptäckta kulturriket genom att bilda ett särskilt ståthållarskap, Nya Granada, under ledning av de Quesada. Därmed hade Welserna gått miste om det förlovade landet. Kolonin i Coro gick samtidigt dåligt; stället räknade till sist knappt 60 sjuka eller kraftlösa invånare, och det osunda Maracaibo hade man helt tvingats ge upp. Förhållandena var ur affärssynpunkt så hopplösa att Welserna en lång tid helt upphörde med sina lager. Då ingrep Audiencia  (kolonistyrelsen) från Santo Domingo och återställde åtminstone i någon mån ordningen, tills Hohermuth återvände från sin resa och åter tog över ledningen.

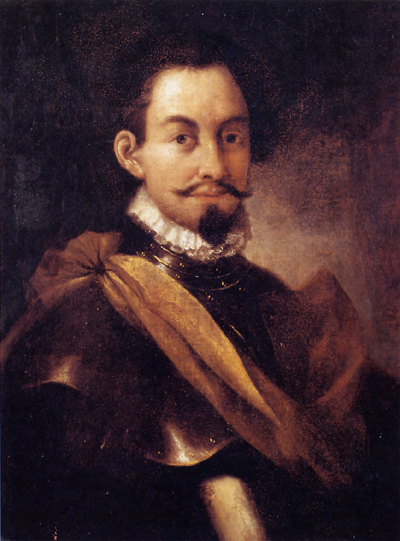
Philipp von Hutten.

När Federmanns och de Quesadas framgångar blev kända grep upptäcktsfebern nybyggarna på nytt. Hohermuth höll just på att utrusta en ny inlandsexpedition, när han 1540 avled. Än en gång infann sig en förtroendeman från Audiencia, för att utföra det planlagda företaget. Han utnämnde till generalkapten Philipp von Hutten, som hade deltagit redan i Hohermuths expedition. Under honom tjänade som kapten Bartholomäus VI Welser, äldste sonen till firmans chef, Bartholomäus V Welser. 150 man deltog, allesammans beridna. Målet för denna utvalda skara var det folkrika låglandet i öster, cambebafolkets sägenomspunna El Dorado, som nåddes efter tre års ansträngningar. Man påträffade där stora bebodda samhällen med ett visst välstånd, men inte det drömda guldet. Då befolkningen dessutom visade sig vara krigisk vände Hutten om. Emellertid hade Audiencia år 1545 skickat Juan de Carvajal till provinsen, som ännu en gång berövats all ledning. Carvajal gjorde sig till guvernör i provinsen med hjälp av en förfalskad fullmakt, och förlade Coros huvudfaktori till El Tocuyo i det inre av landet. När Welser och von Hutten på sin hemfärd nalkades kusten hotades hans maktställning. För att kunna behålla sitt ämbete överföll han de båda, tog dem till fånga och lät halshugga dem. Det var ett sista dråpslag som träffade det tyska handelshuset. von Hutten hade planerat fler koloniala företag, och ville genom tre nya kolonier sammanknyta upptäckarnas verksamhetsområde från havet ända till cambebas land.

### Spanskt övertagande
Från denna tid var spanjorerna förhärskande. Från Spanien anlände licentiaten Juan Pérez de Tolosa, som lät hänga Carvajal och införde en viss ordning, som hans efterträdare Juan de Villegas sedermera fullbordade. Upptäcktsivern fick vika för en ihärdig kolonisation. Landet fördelades, togs i anspråk för boskapsskötsel, åkerbruk och guldgruvdrift, och kolonierna växte till städer. Men Welserna miste omärkligt sin forna besittning. Visserligen värjde de ännu segt sin rätt i en långvarig process inför Indiska rådet i Sevilla, i vilken handelshusets och statens anspråk allt mer sammanföll, tills statens krav till slut segrade. Provinsen blev ett kronans län och därigenom uteslutande kunglig spansk egendom.
Sakligt sett innebar processen en upprättelse för handelshuset Welser. Hela det welserska företaget led av konflikten mellan kolonisering och handelsaffär. Hade det i Venezuela varit fråga om ett rikt, kultiverat land som Indien skulle båda sakerna ha kunnat förenas, men här, där det i början gällde en ofruktbar, glest befolkad, febersjuk kusttrakt, måste köpmännen tränga djupare in i landet för att finna gynnsammare betingelser. I början fattade Welserna provinsens utveckling i dess helhet såsom sin uppgift: de satte till betydande summor, öppnade livliga förbindelser över havet, drog kolonister in i landet och bistod dem med betydliga summor, försökte slå mynt av landets produkter ur sten- och växtriket, och gjorde allt för att åstadkomma ordnade förhållanden. Men landets avkastning förblev ringa och steg endast långsamt, nybyggarna var rovgiriga och lystna efter äventyr men inte begivna på att arbeta, en del sporrade av oklar ärelystnad. Motsatsen mellan spanjorer och främlingar, mellan handelshusets och kronans ämbetsmän gjorde sig gällande. Därtill kom att de spanska koloniala tendenserna alltjämt underhölls och förstärktes genom Audiencia från Santo Domingo, varemot de tidsödande upptäcktsfärderna berövade det welserska partiet dess bästa krafter. Medan de welserska ståthållarna banade sig väg genom djungeln, förlorade de i Coro, den viktigaste platsen, marken under fötterna. Det blev allt tydligare att endast ett stort fynd i det inre av landet ännu kunde ge Welserna framgång. De måste därför överge kusten, där den spanska staten sedermera slutgiltigt befäste sitt herravälde. På sina färder åstadkom de welserska upptäcktsresandena ovanliga resultat och nådde långt in i Amazonflodens område. Till och med i finansiellt avseende lyckades handelshuset Welser trots allt få det att gå ihop rätt väl.